# Poiana Cristei
Poiana Cristei è un comune della Romania di 2 739 abitanti, ubicato nel distretto di Vrancea, nella regione storica della Muntenia. 
Il comune è formato dall'unione di 8 villaggi: Dealu Cucului, Dumbrava, Mahriu, Odobasca, Petreanu, Podu Lacului, Poiana Cristei, Târâtu.